# KAS 13–17
Die KAS 13–17 waren dreiachsige Dampflokomotiven der Kreis Altenaer Schmalspur-Eisenbahn-Gesellschaft (KAS), ab 1922 Kreis Altenaer Eisenbahn (KAE). Sie wurden 1907, 1911 und 1912 von Hohenzollern in Düsseldorf gebaut.

## Geschichte
1907 bis 1912 erhielt die Kreis Altenaer Schmalspur-Eisenbahn-Gesellschaft (KAS) im Sauerland zur Erweiterung des Lokomotivparkes fünf Lokomotiven von der Düsseldorfer Maschinenfabrik Hohenzollern, die weitgehend eine Weiterentwicklung der vorhandenen Lokomotiven 1 bis 9 aus den Jahren 1887/1888 darstellten. Der Kessel war größer dimensioniert und die Lokomotiven hatten nun einen Dampfdom. Auf dem Kessel waren zwei Sandbehälter. Die Glocke war vor dem Schornstein angebracht. 1907 wurde die erste Lok geliefert, 1911 und 1912 jeweils zwei.
Wie alle KAE-Loks trugen sie Namen: CARL, ERNST, HERMANN, RUDOLF und HANS. Daneben waren die Nummern angeschrieben, auf der Lok CARL (13) fehlte sie. Die Lokomotiven wurden auf den steigungsreichen Strecken Lüdenscheid–Altena und Lüdenscheid–Werdohl eingesetzt. Wurden die meisten Lokomotiven 1956 bis 1958 ausgemustert, erhielt die Lok HERMANN 1962 noch einmal eine Hauptuntersuchung und erledigte bis 1967 zusammen mit der Diesellok V 15 den Restverkehr der KAE zwischen Lüdenscheid und Brüninghausen.

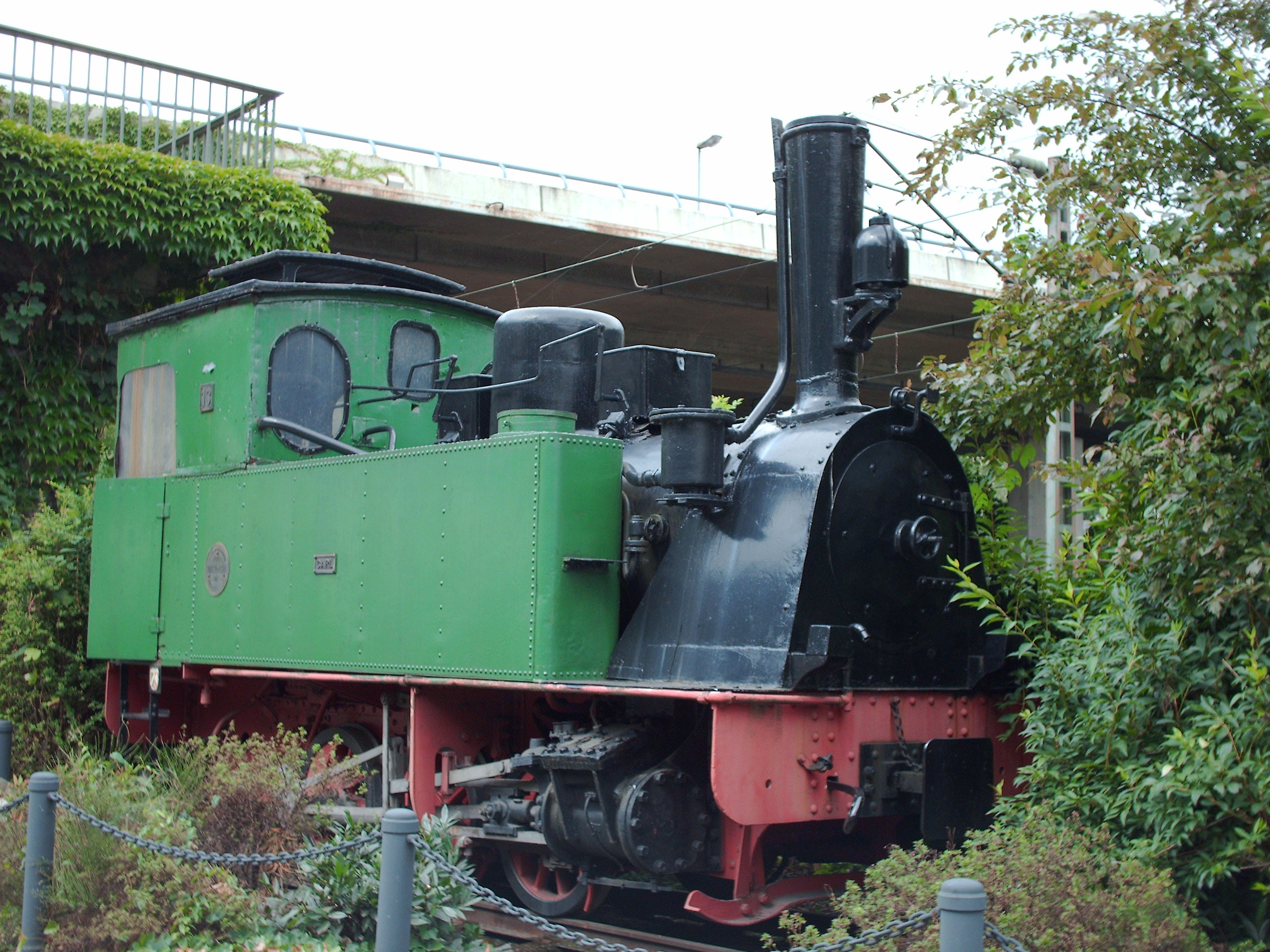
Lokomotive Carl der KAE am Bahnhof Altena

Die Lok 13 CARL war nach Einstellung der KAE 1961 als Denkmal aufgestellt worden, zunächst an der Station Steinerne Brücke, später nahe des Bahnhofs von Altena. Im Herbst 2016 wurde sie vom niederländischen Sammler Wim Pater übernommen, der sie wieder betriebsfähig aufarbeiten lassen möchte. (siehe auch: Kreis Altenaer Eisenbahn#Vorhandene Überreste der Eisenbahngesellschaft)
Die Lok 15 HERMANN gelangte 1968 zum Deutschen Eisenbahn-Verein in Bruchhausen-Vilsen. Dort wurde sie aufgearbeitet, erhielt einen neuen Kessel und war 1979 wieder einsatzfähig. Nach einer erneuten längeren Aufarbeitung ist sie seit 1. Mai 2016 wieder in Betrieb.

## Konstruktive Merkmale
Weil die Gleise überwiegend an der Straße lagen, waren die Lokomotiven wie alle KAE-Fahrzeuge besonders schmal ausgeführt. Der Rahmen war gegenüber den früheren Loks verstärkt. Die mittlere Achse hatte Seitenspiel. Die Lokomotiven hatten Flachschieber und eine Allan-Steuerung. Es gab zwei nichtsaugende Strube-Injektoren zur Kesselspeisung und auf dem Kessel ein Sicherheitsventil der Bauart Hohenzollern. Die Feuerbüchse war aus Kupfer. Die Wasserkästen lagen seitlich vom Kessel, die Kohle war links vom Kessel untergebracht. Ursprünglich hatten die Führerhäuser keine Türen, sie wurden erst später angebracht.
Eine Besonderheit waren die bei der KAE verwendeten eckigen, nach außen abgerundeten, Pufferteller, die auch in engen Kurven ein Überpuffern verhindern sollten.
Aufgrund der großen Überhänge hatten sie einen unruhigen Lauf. Die Steigungsstrecken führten dazu, dass sie einen hohen Kohleverbrauch hatten, aber sie waren auch leistungsfähig.